# 彻勒特奈克
彻勒特奈克，是匈牙利沃什州所辖的一个村，总面积20.53平方公里，总人口850，人口密度41.4人/平方公里（2010年1月1日）。